# آرو (مصر)
آرو (مصری باستان: jꜣrw) در اساطیر مصر باستان، زمین‌های آرو (‎/ɑːˈruː/‎؛ مصری باستان: jꜣrw لوئی ")، همچنین به شکل SHT-jꜣrw یا زمینی از نی شناخته می‌شود. آرو در واقع پردیسی است که براساس قواعد ازیریس شکل گرفته‌است. این مفهوم به عنوان کا (بخشی از روح) دلتای نیل توصیف گشته‌است.
مصریان باستان معتقد بودند که روح در قلب زندگی می‌کند و بنابراین، پس از مرگ، قلب را وزن می‌کردند. قلب هر انسان در مقیاسی عظیم در برابر پر شترمرغ، که نماد مفهوم ماعت است مورد ارزیابی قرار می‌گیرد. به آن دسته از روان‌هایی که وزن قلبشان با پرهای شترمرغ در تعادل باش، اجازه داده می‌شود که سفری طولانی و خطرناک را در میان نیزارها آغاز کنند؛ جایی که در آن لذّاتی جاودانه وجود دارد. قلب‌هایی که با فرمان‌ها شیطانی سنگین گشته‌اند و در آرواره‌های تمساح‌های آموت سقوط می‌کنند. پس از این «عملیات که مرگ دوم» نامیده می‌شود، روح در دوات محکوم به بی‌قراری است.
روان‌هایی که صلاحیت سفر طویل را دارا می‌باشند، پیش از آن‌که به آرو برسند با خطرات زیادی رو به رو می‌شوند. به محض رسیدن، آن‌ها از طریق رشته دروازه‌هایی وارد می‌شوند. تعداد دقیق دروازه‌ها با توجه به منابع متفاوت است. برخی ۱۵ دروازه و برخی ۲۱ دروازه را ذکر می‌کنند. این دروازه‌ها با دیوهایی دشنه به دست محافظت می‌شود.
مکان آرو را معمولاً در مشرق، جایی که خورشید طلوع می‌کند در نظر می‌گیرند و آن را زمینی مملو از نیزارهایی بی‌کران، مانند نیزارهای اطراف دلتای نیل توصیف می‌نمایند. این شکارگاه و مزرعهٔ آرمانی به ارواح اجازه می‌دهد تا ابد در آن‌جا زندگی نمایند. در واقع، آرو به شکل جزایری پوشیده از گیاه لوئی معرفی می‌شود.

### استناد
1. ↑  شده

### کتابشناسی
- Budge, Ernest Alfred Wallis (1906). بهشت و جهنم مصر. London: Kegan Paul, Trench, Trübner & Co. , Ltd. ص. ۳۷. بازیابی شده در تاریخ ۰۶-۰۶-۲۰۰۹.
- جابز، گرترود فرهنگ اسطوره‌شناسی، فرهنگ عامیانه و اصطلاحات، قسمت ۱. نیویورک: مطبوعات مترسک، ۱۹۶۲.